# Decupagem
Decupagem (do francês découpage, derivado do verbo découper, recortar) significa, originalmente, o ato de recortar, ou cortar dando forma. Na indústria, indica um processo de fabricação de peças metálicas por recorte de superfície. Nas artes decorativas, um sistema de colagem de papel e papelão sobre objetos.
Em cinema e audiovisual, decupagem é o planejamento da filmagem, a divisão de uma cena em planos e a previsão de como estes planos vão se ligar uns aos outros através de cortes.

## Decupagem como roteiro técnico
Segundo o "Dicionário teórico e crítico de cinema" de Jacques Aumont e Michel Marie, o termo decupagem começou a ser usado em cinema na década de 1910, com a padronização da realização dos filmes, e designava a princípio um instrumento de trabalho, o "roteiro decupado" ou "roteiro técnico", último estágio do planejamento do filme, em que todas as indicações técnicas (posição e movimento de câmara, lente a ser utilizada, personagens e partes do cenário que estão em quadro, etc.) eram colocadas no papel para organizar e facilitar o trabalho da equipe.
Em inglês, o roteiro decupado é chamado de shooting script; em espanhol, de guión técnico.

## Decupagem como ordenação dos planos
A partir dos anos 1940, a palavra decupagem migra do campo da realização para o da crítica, passando a designar a estrutura do filme como conjunto ordenado de planos, tal como percebido pelo espectador atento.
É nesse sentido que André Bazin cria a noção de decupagem clássica, oposta à do cinema fundado na montagem, apresentando-a a princípio em uma série de artigos para a revista Cahiers du Cinéma (1951), mais tarde reunidos em sua obra "Qu'est-ce que le cinéma?" (1958).

## Decupagem como forma do filme
A definição de decupagem é retrabalhada pela corrente neoformalista, especialmente por Noël Burch em seu livro "Práxis do cinema" (1969).
Considerando o filme como uma série de fatias de espaço (o enquadramento de cada plano, fixo ou em movimento) e de fatias de tempo (a duração de cada plano), Burch constrói um significado cumulativo para sua noção de decupagem: (a) a planificação por escrito de cada cena do filme, com indicações técnicas detalhadas; (b) o conjunto de escolhas feitas pelo realizador quando da filmagem, envolvendo planos e possíveis cortes; (c) "a feitura mais íntima da obra acabada, resultante da convergência de uma decupagem no espaço e de uma decupagem no tempo".
Ou seja: a decupagem de um filme, ou de cada cena de um filme, é um processo que começa na planificação, se concretiza na filmagem e assume sua forma definitiva na montagem.
Segundo Burch, nos anos 1950-1960, a noção de decupagem, com estes três sentidos sobrepostos, só existia em francês. O cineasta norte-americano, por exemplo, era obrigado a pensar em marcação (set-up) e montagem (cutting), como dois processos separados. "Se nunca lhe vem ao espírito que essas duas operações participam de um único e mesmo conceito, é talvez porque lhe falte uma palavra para o designar. E, se os progressos formais mais importantes dos últimos quinze anos foram executados na França, é talvez um pouco por uma questão de vocabulário."

## Decupagem como listagem posterior (pós-produção de vídeo)
No Brasil, especialmente entre os profissionais de televisão, a palavra decupagem foi adotada com um significado diferente, na verdade oposto ao de qualquer planejamento de filmagem, uma vez que ele começa depois que a filmagem está concluída: é a decupagem de fitas, também chamada decupagem de claquetes ou minutagem.
O processo consiste em registrar as características de cada trecho gravado, bem como o ponto da fita em que ele se encontra, para facilitar sua localização posterior. É um procedimento análogo à indexação e classificação em categorias ou tags, que permite a recuperação de dados sobre livros, textos, documentos, etc.

## Histórias em quadrinhos
Nas histórias em quadrinhos, a decupagem é o processo de determinar como cada ação descrito no roteiro será colocado visualmente em uma página, isso inclui a definição do número e formato dos quadros, sua disposição, o enquadramento das cenas e a progressão narrativa entre eles.